# Metir (Ort)
Metir ist ein osttimoresisches Dorf in der Gemeinde Liquiçá. Es liegt in der Aldeia Metir (Suco Fatumasi, Verwaltungsamt Bazartete) auf 571 m Höhe. Metir bildet keine geschlossene Siedlung, sondern besteht aus einzeln stehenden Häusern und Weilern, die sich in der Aldeia verteilen. Das Ortszentrum mit dem Sitz der Aldeia liegt im Westen der Aldeia.